# 모리스 슈만

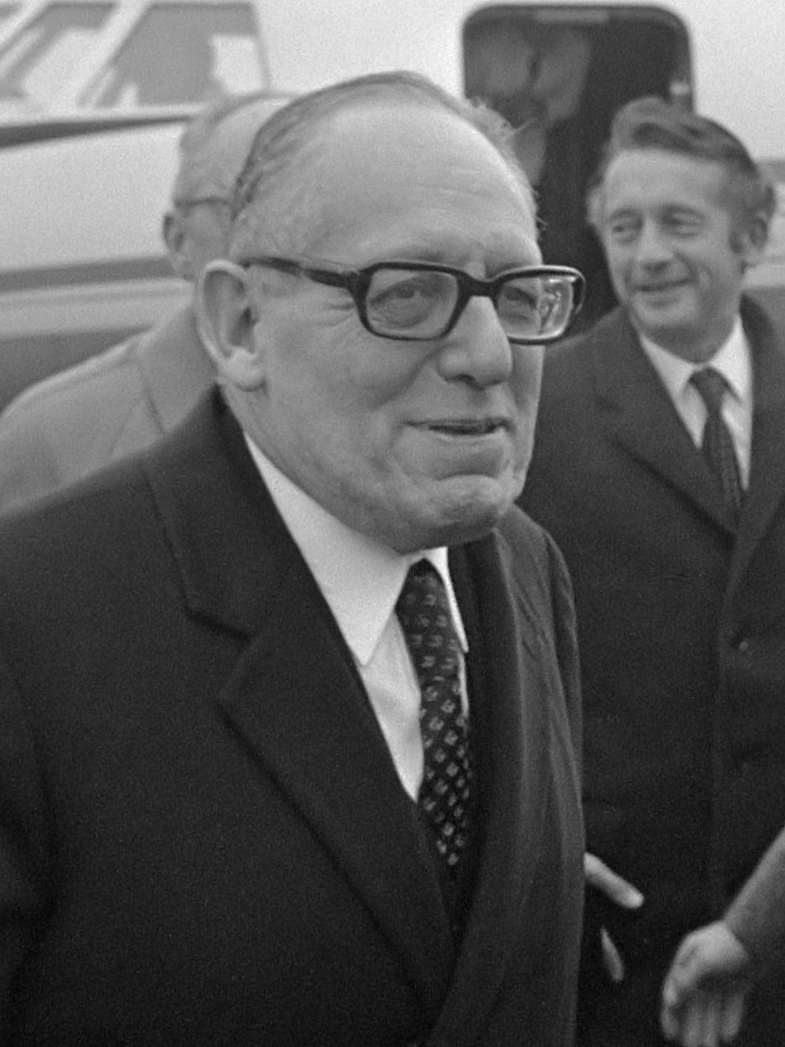

모리스 슈만(프랑스어: Maurice Schumann, 프랑스어 발음: [mɔʁis ʃuman], 1911년 4월 10일 ∼ 1998년 2월 10일)은 프랑스의 정치가로 파리 출생이다.
파리대학을 마치고 아바스통신사 기자(1932∼40)를 거쳐, 제2차 세계 대전 때는 런던으로 망명하여 BBC 방송국의 대 프랑스 방송책임자로 있었다(1940∼44). 1945년 제헌의회 의원으로 당선, 인민공화파(MRP) 위원장(1945∼49) 및 명예위원장으로서 프랑스 부흥에 힘썼다. 외무차관(1951∼54), 총리 보좌 국무장관(1962), 핵 및 우주문제담당 국무장관(1967∼68), 외무장관(1969∼73) 등을 역임하였으며, 1977년 상원 부의장이 되었다.